# Вилареджа
Виларѐджа (на италиански: Villareggia; на пиемонтски: Vila Regia, Вила Реджа) е село и община в Метрополен град Торино, регион Пиемонт, Северна Италия. Разположено е на 274 m надморска височина. Към 1 януари 2020 г. населението на общината е 1010 души, от които 69 са чужди граждани.